# Ligament radio-ulnaire postérieur
Le ligament radio-ulnaire postérieur (ou ligament radio-ulnaire dorsal) est une étroite bande de fibres épaississant la partie postérieure de la capsule de l'articulation radio-ulnaire distale. Il s'étend du bord postérieur de l'incisure ulnaire du radius à l'arrière de la tête de l'ulna.